# 頭夾肌
頭夾肌是脖子的肌肉。

## 起始、附著和神經分散
頭夾肌（Splenius capitis muscle）起始於項韌帶的下半部、第七段頸椎的棘突和上面三段或四段胸椎的棘突。
肌肉纖維向上和橫向，在胸鎖乳突肌（Sterno）的覆蓋下附著至顳骨的乳突上，且附著至枕骨在上項線外三分之一下方的粗糙面上。
頭夾肌是由背支 C1-C8 所支配的。

## 功能
頭夾肌是頭部伸展主要肌肉，也可以只活動一邊來旋轉頭部。

## 外部連結
- 解剖學(Anatomy)-肌肉(muscle)-splenius capitis muscle(頭夾肌) （页面存档备份，存于）
- eMedicine Dictionary上的Splenius+capitis
- PTCentral （页面存档备份，存于）

本條目包含來自屬於公共領域版本的《格雷氏解剖學》之內容，而其中有些資訊可能已經過時。